# 气管插管

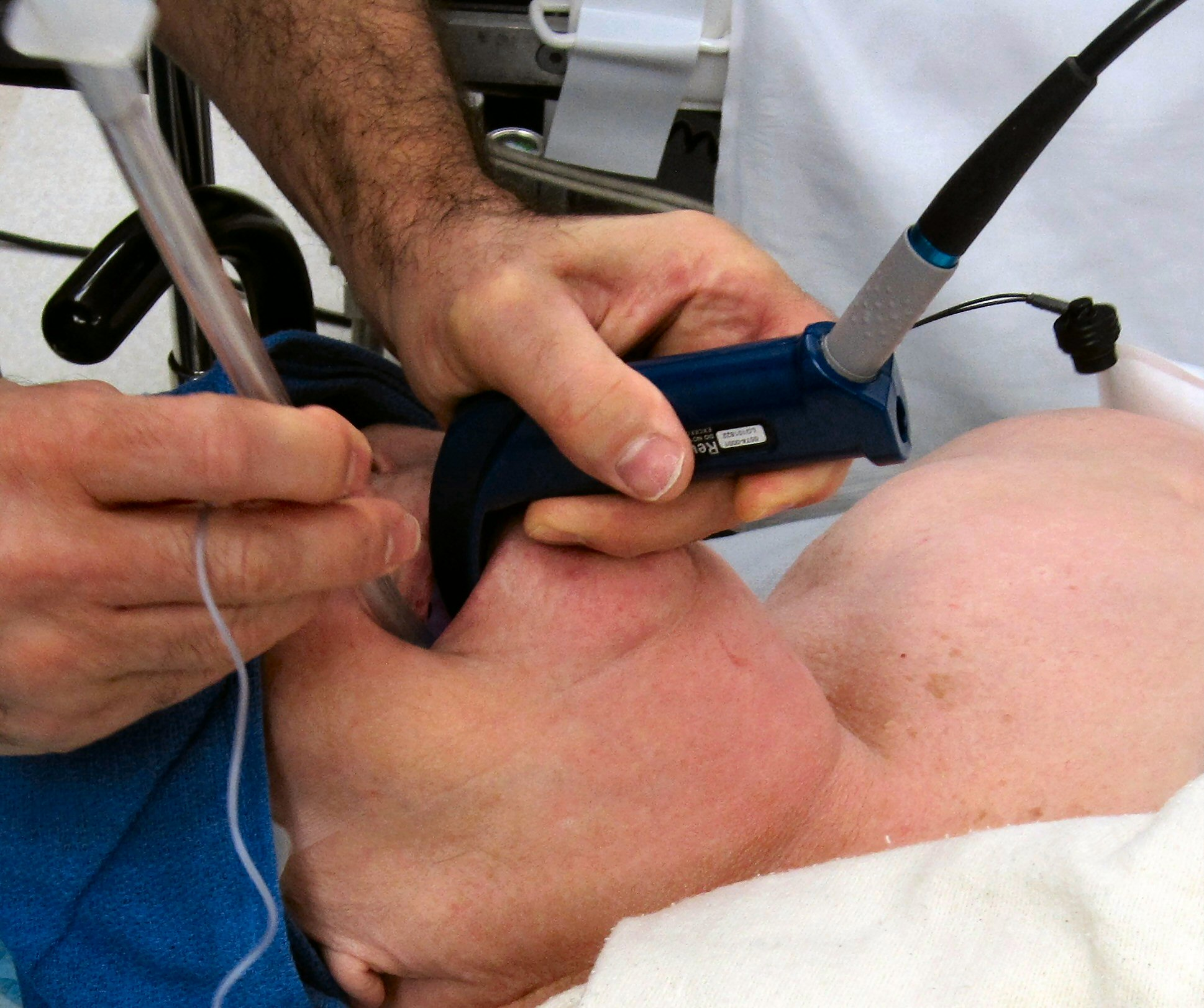
插管使用之氣管內管置放示意圖

气管插管（tracheal intubation，TI）又称气管内插管（endotracheal intubation，ETI），是指将气管导管通过上呼吸道（口腔、鼻腔、气管切开口）插入气管内，以保障呼吸道通畅、通气供氧、呼吸道抽吸、呼吸道给药的医疗操作。
除了作为抢救技术，亦使用于全麻手术中的气管内麻醉，以及病人麻醉后无法自主呼吸，此人工呼吸道可保证病人通气。

## 历史发展
- 最早在1880年就有关于William Macewen使用金属气管导管进行插管的报道，这是气管插管的开端[7]。
- 1917年Ivan Magill使用了红橡胶管作为气管导管，增加了导管的弧度和弹性，减少了气管插管的并发症[8]。
- 1949年，双腔支气管导管问世并用于临床，为双肺隔离通气技术取得了突破性的进展。
- 二战后，随着塑料工业的发展，聚氯乙烯被用于制作气管导管。1964年聚氯乙烯气囊的问世，是气管导管的又一个重大进步。

## 适应症
- 全身麻醉手术患者。
- 危重与呼吸心跳骤停患者的抢救。
- 非手术患者需气管插管治疗者。
- 任何原因導致的急性呼吸衰竭。

## 常用器械
- 气管导管（分为：气管内管、气管切开导管、气管切开纽扣三大类）
- 喉頭镜
- 插管导丝
- 袋瓣罩甦醒球
- 異物夾
- 双腔支气管导管
- 支气管封堵导管
- 高級呼吸道二氧化碳監測儀
- 局部麻醉药凝胶潤滑
- 聽診器

## 氣管內管插管操作步驟

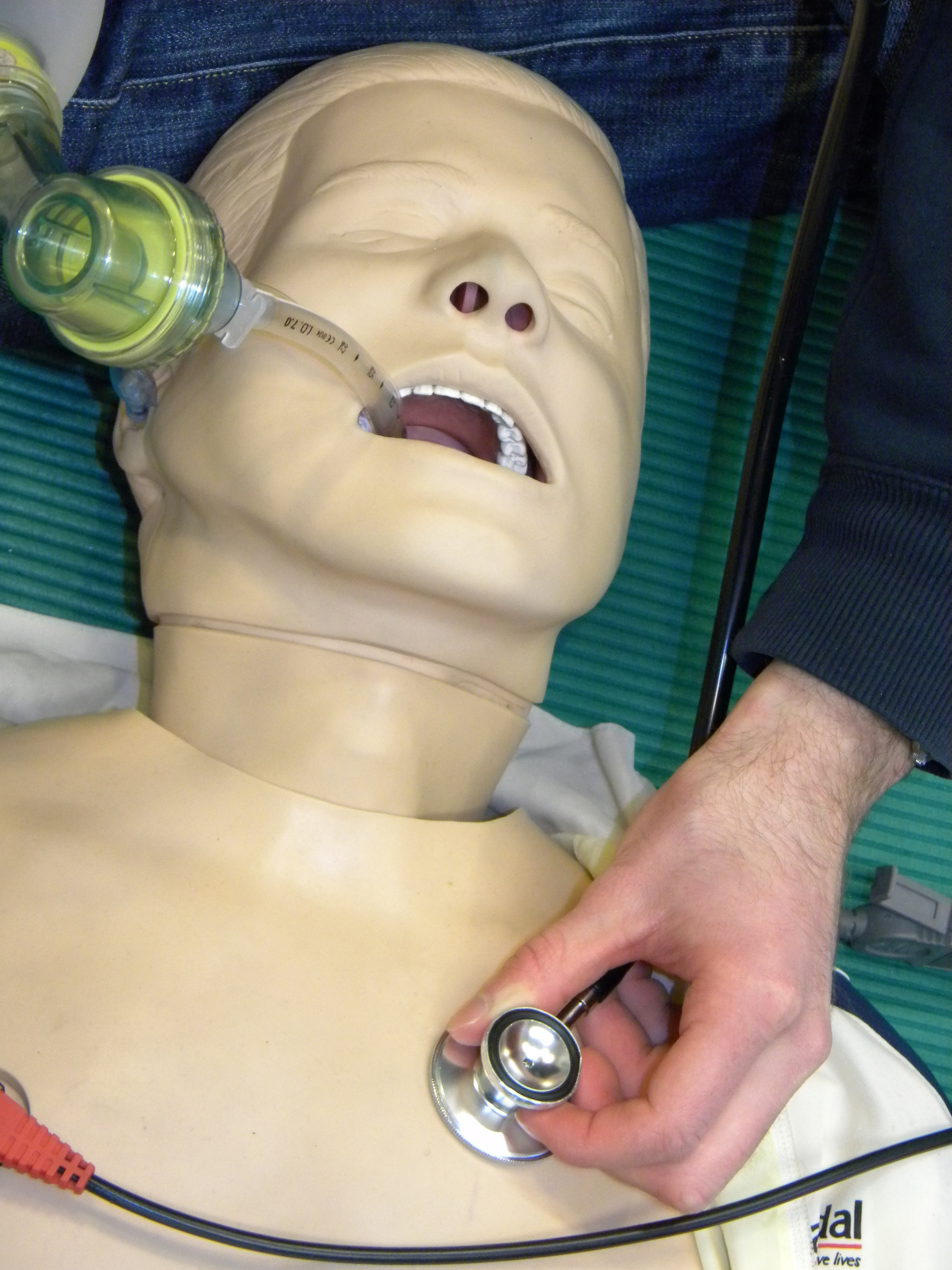
使用聽診器並先聽診胃部，確認不在食道內，再聽兩側肺底、肺尖來檢查氣管內管位置正確。

步驟一：檢查口中有無異物。步驟二：先以袋瓣罩甦醒球給氧。步驟三：挑選合適大小的葉片，並檢查喉頭鏡正常。步驟四:挑選適合大小的氣管內管，並檢查氣囊是否會漏氣；放入插管导丝（不可超過 Murphy eye）折至適合弧度，並於氣囊上塗抹局部麻醉药凝胶潤滑（如利多卡因）。步驟五：先以拇指交叉法打開嘴巴，再以左手置入喉頭鏡，並將舌頭往左推（必要時可先進行抽吸，有異物時以異物夾移除，注意此時很容易造成牙齒、頸椎斷裂）。步驟六：向前斜上方提起喉頭鏡，可以看到聲帶。步驟七：插入氣管內管，並通過聲帶。步驟八：將氣囊停止於通過聲帶後1至2.5公分，以牙齒作為深度定位标准。步驟九：抽出插管导丝，並打氣10毫升固定氣囊。步驟十：氣管內管接上甦醒球後，手壓通氣，並先聽診胃部，確認不在食道內，再聽兩側肺底、肺尖來檢查氣管內管位置正確。步驟十一：通氣六次后，接上高級呼吸道二氧化碳監測儀（on ET-CO2）。步驟十二：固定氣管內管。
註:
- 氣管內管無法插入時，可考慮氣切。
- 如有異物但無法以異物夾移除時，可將異物用氣管內管推入右支氣管，進行左肺通氣（one lung ventilation），到手术室再以支气管镜移除异物。實務上，不可行[可疑]（此方法適用於救護車上，沒有手术室的醫院，離手術室很遠或病況危急無法移動患者）
- ET-CO2可反映CPR的品質及位置，如果數值為0，可能是插入食道或死亡。數值需大於10mmHg以上，才為高品質CPR。
- 因氣管內管有通過聲帶1~2.5公分，所以拔管後可能會沙啞。[10][11]